# باندکووو (استان کویافسکو-پومورسکی)
باندکووو (به لهستانی:  Bądkowo) یک روستا در لهستان است که در گمینا باندکووو واقع شده‌است.